# 晶門科技
Solomon Systech (International) Limited (「公司」)於2004年4月8日在香港聯合交易所有限公司主板上市，股份編號為2878。公司自2020年12月7日加入中文名稱「晶門半導體有限公司」為公司雙重外文名稱。
公司及其子公司（「集團」）是一個具有領導地位的半導體集團，提供顯示器集成電路晶片(「IC」)及系統解决方案。集團採用「無晶圓廠」商業模式，專門設計、開發和銷售集成電路晶片及系統解决方案，能於智能手機、平板電腦、電視╱ 顯示器、筆記本電腦以及其他智能產品，包括可穿戴產品、醫療保健產品、智能家居產品，以及工業用設備等提供廣泛的顯示及觸控應用。

集團擁有經驗豐富的優秀設計隊伍，發展自有知識產權及開發高度集成的顯示IC和完整的顯示系統解決方案，包括：
- 移動顯示驅動器 IC (DDI ) 及 觸控顯示驅動器 IC (TDDI)
- On-Cell 及 Out-Cell 觸控 IC
- MIPI 橋接 IC
- 大型 DDI
- OLED DDI
- 雙穩態DDI
- OLED照明驅動器IC

憑藉設計隊伍及核心管理層在全球半導體行業平均逾二十年的工作經驗、其多元化的顯示器技術、以及集團的多個技術中心和全球銷售網絡為客戶提供專有集成電路晶片產品及系統解決方案，晶門科技有限公司（「晶門科技」，集團之主要全資子公司）已成功發展為今日全球主要顯示器集成電路晶片供應商。

## 外部連結
- 晶門科技 （页面存档备份，存于）